# Carex albolutescens
Carex albolutescens är en halvgräsart som beskrevs av Ludwig David von Schweinitz. Carex albolutescens ingår i släktet starrar, och familjen halvgräs. Inga underarter finns listade i Catalogue of Life.